# دحل فتاخ
دحل فتاخ هو أحد الدحول الواقعة في الصمان في السعودية.